# Lisergamida
Les amides de l'àcid lisèrgic es coneixen col·lectivament com a lisergamides, i inclouen una sèrie de compostos amb una potent activitat agonista i/o antagonista en diversos receptors de la serotonina i la dopamina. Les lisergamides contenen una estructura incrustada de triptamina i, com a resultat, poden produir efectes similars, sovint psicodèlics, als de les autèntiques triptamines.

Estructura general de les lisergamides